# Kék
Kék je obec na východě Maďarska, patří do župy Szabolcs-Szatmár-Bereg. Žije zde přibližně 1 900 obyvatel.

## Poloha obce

### Sousední obce
| Růžice kompasu | Beszterec   | Újdombrád |          | Růžice kompasu |
| Růžice kompasu | Vasmegyer   | Sever     | Demecser | Růžice kompasu |
| Růžice kompasu | Vasmegyer   | Kék       | Demecser | Růžice kompasu |
| Růžice kompasu | Vasmegyer   | Jih       | Demecser | Růžice kompasu |
| Růžice kompasu | Nyírbogdány |           |          | Růžice kompasu |